# آس و پاس (فیلم ۱۳۴۰)
آس و پاس فیلمی به کارگردانی سیامک یاسمی و نویسندگی یاسمی و ابراهیم زمانی آشتیانی محصول سال ۱۳۴۰ است.
این فیلم در زمرهٔ آثار نایاب و یا کم‌یاب سینمای ایران قرار دارد و اطلاعات موجود دربارهٔ آن محدود است.

## خلاصه داستان
مردی که کارمند ساده‌ای است و خودش را بیمهٔ عمر کرده‌است، ناگهان ناپدید می‌شود و مدتی بعد به صورت برادر دوقلوی خودش ظاهر می‌گردد تا بتواند پس از دریافت حق بیمهٔ عمر با همسرش زندگی آرامی را در شهر دیگری شروع کند…

## بازیگران
- ناصر ملک‌مطیعی
- آذر حکمت‌شعار
- آرمان هوسپیان
- پرخیده
- تاج‌الملوک احمدی
- همایون
- عزت‌الله مقبلی